# إرنست فون شتاينبرغ
إرنست فون شتاينبرغ (بالألمانية: Ernst von Steinberg)‏ هو سياسي ألماني، ولد في 26 سبتمبر 1692، وتوفي في 3 أكتوبر 1759.